# Sedm epoch rocku
Sedm epoch rocku (v anglickém originále Seven Ages of Rock) je britský sedmidílný televizní pořad, vysílaný na BBC Two v roce 2007. V prvním díle jsou hudebníci z poloviny šedesátých let, jako například The Rolling Stones a Jimi Hendrix; druhý díl se specializuje na Pink Floyd, The Velvet Underground či Davida Bowieho, ve třetím vystupují různí punkoví hudebníci, jako například Ramones a Sex Pistols. Ve čtvrtém díle byli představeny heavymetalové skupiny (Iron Maiden, Black Sabbath), v šestém alternativní rock devadesátých let (Nirvana, R.E.M.) a v posledním indierockové skupiny jako The Stone Roses a The Smiths.